# Wanzleben-Börde
 Wanzleben-Börde är en stad i Landkreis Börde i Sachsen-Anhalt i Tyskland. Den bildades 1 januari 2010 genom sammanslagning av de dåvarande kommunerna Bottmersdorf, Domersleben, Dreileben, Eggenstedt, Groß Rodensleben, Hohendodeleben, Klein Rodensleben, Seehausen och Wanzleben.